# Bongoville
Bongoville (anciennement Lewaï,,,) est une ville de la province du Haut-Ogooué dans l'est du Gabon. Elle est située à 31 km à l'est de Franceville et à 541 km au sud-est de Libreville. Sa population est estimée à 6 000 habitants en 2009.

## Géographie
Ambomo est le nom du site sur lequel Bongoville est installée. Bongoville est le regroupement d’un ensemble de villages situés dans une même aire géographique (les plaines accidentées des plateaux Batéké et une partie de la zone forestière dans le centre-est du Haut-Ogooué).
Selon les chefs des quartiers le choix du site actuel était lié à la volonté des autorités de voir les populations s’installer le long de l’axe routier qui devait relier Franceville à Lékoni. C’est pourquoi Bongoville est étalée le long de l’axe routier R16.
Le site d’Ambomo a été aussi choisi en raison de l’existence d’une plaine (Kabala k’Ambomo) et de l’existence de nombreux cours d’eau dont la Djouori, l’Agnili, l'Ekessi et l'Okila.

## Création
Les premiers établissements humains dans le terroir eurent lieu en 1964.
Le peuplement de Bongoville se serait effectué dans le milieu des années soixante plus précisément en 1965 en réponse au lancement par l’État de sa politique de regroupement des villages.
Bongoville est née du regroupement des villages de Léwaye, Obia 2, Assiami, Ekala ainsi que ceux situés le long des rivières Lekeï à savoir Lekeï 1, Lekeï 2 et Lekeï 3. Le rythme d’évolution du village s’est accéléré avec le lancement du chantier de construction de la route R16 devant relier Franceville à Lékoni.
Sous l’impulsion du Député Feu Philibert Bongo Ayouma, le premier village à s’établir sur le site d’Ambomo était le village d’Obia avec comme chef Mbamba Casimir. Le second village fut celui de Lewaï avec pour chef Antsiabi. Ces derniers occupèrent la zone de plaine située dans le sud du site. Vinrent ensuite le chef de Canton Agnogh'on et les chefs de Lekeï 1 et de Djouori qui avaient respectivement à leurs têtes Simon Ntsagui et Bernard Kassouagui.
Les derniers à s’implanter furent ceux de Lékeï 2 avec pour chef Jean Ntouka.

## Toponymies
Afin d’instaurer un climat de convivialité et d’éviter tout conflit entre les habitants, il avait été décidé de rebaptiser le village « Ambomo ». Le nom d’Ambomo fut remplacé en 1969 par Bongoville. Cet événement eut lieu lors de la visite d'Albert Bernard Bongo (Omar Bongo), Président de la République de l'époque.

## Organisation administrative
À sa création chaque village avait gardé son fonctionnement ancien et restait sous l’autorité de son propre chef. Mais tous ces chefs étaient sous l’autorité du Chef de Canton Wanga Agnioŋo. L’administration centrale, quant à elle, était représentée par M. Gorra, sous-préfet du district. À cette époque le député du département était Ayuma Bongo.
- Le 25 avril 1973, Bongoville devient un Poste de Contrôle Administratif (PCA).
- Le 18 décembre 1975, il est érigé en sous-préfecture.
- Le décret d’application n°12/75/PR-MI institue Bongoville en Chef-lieu de District dans le département des Plateaux dont le chef-lieu est Lekoni.
- En 1986, le Département de Djuori-Agnili est créé et Bongoville instituée en Chef-lieu de Département.
- En 1996 Bongoville devient une commune urbaine, c’est-à-dire une collectivité locale avec les prérogatives de personne morale de droit public dotée d’une personnalité juridique et d’une autonomie financière. Le premier maire de Bongoville était Gregoire Okuyi.

Les villages ayant composé le vieux village d’Ambomo ont été transformés en quartiers. Cependant avec l’évolution du fonctionnement administratif du village : érection en district, sous-préfecture, préfecture et commune, ces quartiers ont conservé une administration traditionnelle à la tête de laquelle se trouve un chef de quartier. Ce dernier a pour successeur un membre choisi parmi ses descendants.

## Personnalités
- Gustave Bongo
- Martin Bongo
- Omar Bongo